# نديم الجابري
نديم عيسى خلف دخيل الجابري وهو أكاديمي وسياسي عراقي.
شغل مناصب مختلفة منها معاون العميد في كلية العلوم السياسية ومدير مركز الدراسات الفلسطينية ومدير إدارة جريدة النور وجريدة الفضيلة وعضو الجمعية العراقية للعلوم السياسية وعضو الجمعية العربية للعلوم السياسية.

## النشاط السياسي
يدعي مصدر أن نديم الجابري بعثي سابق، وهو ما ينفيه عن نفسه.
نديم الجابري مؤسس لمنظمة الهدى السرية وكذلك شارك في تأسيس حزب الفضيلة الإسلامي، كما شغل منصب نائب في المجلس الوطني المؤقت ونائب في الجمعية الوطنية الانتقالية ونائب في مجلس النواب العراقي في دورته الأولى وكان رئيسا لكتلة الفضيلة النيابية ضمن الائتلاف العراقي الموحد.
كما شغل سابقا منصب الأمين العام لحزب الفضيلة الإسلامي حتى عزله رئيس الحزب الشيخ محمد موسى اليعقوبي من المنصب في عام 2007.
ترشح ضمن ائتلاف العراق في انتخابات عام 2014.
عمل مستشارت سياسيا لرئيس مجلس النواب العراقي.

## مؤلفاته
له أكثر من عشرين بحث علمي منشور وعشرات المقالات الصحفية وأكثر من 15 مؤلف علمي منشور. ومن كتبه:
- الفكر السياسي لثورة العشرين
- الأصولية اليهودية، النظام السياسي الإسرائيلي
- المرجعية الدينية العليا في إسرائيل
- جدلية الإرهاب بين الطروحات الغربية والإسلامية
- نظام الحكم المناسب في العراق
- إشكالية المقاومة والاحتلال
- ملاحظات جوهرية حول قانون إدارة الدولة.
- فكرة الجمهورية في العراق
- البعد الفكري والسياسي في كتابة الدستور العراقي الدائم
- مذكرات في الفكر والسياسة

].